# Le Libertin à Bedlam
Le Libertin à Bedlam est un tableau réalisé par le peintre anglais William Hogarth en 1734 et appartenant à la série « La Carrière d'un libertin ». Cette huile sur toile représente l'intérieur de l'asile de Bedlam. Elle est conservée au Sir John Soane's Museum, à Londres avec les sept autres toiles de la série.

## Postérité
Le film Bedlam (1946) de Mark Robson s'en est inspiré.
Le tableau fait partie des « 105 œuvres décisives de la peinture occidentale » constituant le musée imaginaire de Michel Butor.